# NGC 1253A
NGC 1253A (другие обозначения — MCG -1-9-19, DDO 31, VV 587, ARP 279, IRAS03118-0259, PGC 12053) — спиральная галактика в созвездии Эридан.
Объект причисляют к галактикам низкой поверхностной яркости, которые обычно являются карликовыми.
Этот объект не входит в число перечисленных в оригинальной редакции «Нового общего каталога» и был добавлен позднее.